# Anna Iljuštšenko
Anna Iljuštšenko, née le 12 octobre 1985 à Sillamäe, est une athlète estonienne, spécialiste du saut en hauteur. 
Elle détient les deux records nationaux avec 1,96 m réalisé, en plein air, à Viljandi le 9 août 2011 et 1,94 m réalisé, en salle, à Arnstadt le 2 février 2013.
Elle appartient à l'ASK (Akadeemiline Spordiklubi) de l'Université de Tartu et s'entraîne sous la houlette de Gaspar Espro.

## Biographie
Sa première participation d'importance à une compétition internationale remonte aux Championnats du monde juniors d'athlétisme de Grosseto en 2004. Deux ans après, elle participe, sans se qualifier pour la finale, aux Championnats d'Europe d'athlétisme à Göteborg (en réalisant 1,87 m). 
Puis elle termine 14e en qualifications aux Jeux olympiques de 2008 à Pékin en 1,89 m. L'année suivante, elle réalise la même hauteur lors des Championnats du monde à Berlin en 2009. Elle finit par se qualifier pour la finale des Championnats d'Europe à Barcelone, où elle termine 11e en réalisant seulement 1,85 m.
En 2011, Iljuštšenko améliore le record national avec 1,94 m lors des Universiade où elle décroche la médaille de bronze. Elle améliore cette marque à 1,96 m lors des Championnats d'Estonie. Fin août, elle participe aux Championnats du monde de Daegu où avec 1,95 m, elle se qualifie pour la finale où elle se classe douzième avec 1,89 m. 
En 2012, elle est éliminée en qualifications des Jeux olympiques de Londres (1,90 m). 
En 2013, l'Estonienne échoue au pied du podium des Championnats d'Europe en salle avec 1,92 m. Plus tôt dans la saison, elle avait porté son record en salle à 1,94 m. L'été suivant, elle s'empare à nouveau du bronze lors des Universiade se déroulant à Kazan en Russie : elle est devancée par la Polonaise Kamila Licwinko et la Russe Mariya Kuchina.
En 2014, après avoir remporté le concours des Championnats d'Europe par équipes de sa ligue, elle déclare forfait pour les Championnats d'Europe de Zürich à cause d'une blessure au tendon d'Achille. Elle ne revient pas non plus en 2015, devenant maman d'une petite fille prénommée Polina. Elle revient sur les pistes le 27 février 2016 pour les Championnats d'Estonie en salle où elle saute 1,82 m. Le 24 juin, elle se classe 3e du meeting de Bühl avec 1,90 m.
Elle prend sa retraite sportive le 17 juillet 2016, après un ultime titre national avec 1,85 m et l'échec de se qualifier aux Jeux olympiques de Rio,.

## Palmarès
| Date | Compétition                       | Lieu      | Résultat | Marque |
| ---- | --------------------------------- | --------- | -------- | ------ |
| 2005 | Championnats d'Europe espoirs     | Erfurt    | 11e      | 1,70 m |
| 2006 | Championnats d'Europe             | Göteborg  | qual.    | 1,87 m |
| 2007 | Universiade                       | Bangkok   | 9e       | 1,80 m |
| 2008 | Jeux olympiques                   | Pékin     | qual.    | 1,89 m |
| 2009 | Championnats d'Europe en salle    | Turin     | qual.    | 1,85 m |
| 2009 | Championnats d'Europe par équipes | Bergen    | 2e       | 1,86 m |
| 2009 | Universiade                       | Belgrade  | 5e       | 1,88 m |
| 2009 | Championnats du monde             | Berlin    | qual.    | 1,89 m |
| 2010 | Championnats du monde en salle    | Doha      | qual.    | 1,89 m |
| 2010 | Championnats d'Europe             | Barcelone | 11e      | 1,85 m |
| 2011 | Universiade                       | Shenzhen  | 3e       | 1,94 m |
| 2011 | Championnats du monde             | Daegu     | 11e      | 1,89 m |
| 2012 | Championnats du monde en salle    | Istanbul  | qual.    | 1,88 m |
| 2012 | Championnats d'Europe             | Helsinki  | qual.    | 1,87 m |
| 2012 | Jeux olympiques                   | Londres   | qual.    | 1,90 m |
| 2013 | Championnats d'Europe en salle    | Göteborg  | 4e       | 1,92 m |
| 2013 | Universiade                       | Kazan     | 3e       | 1,94 m |
| 2013 | Championnats du monde             | Moscou    | qual.    | 1,88 m |
| 2014 | Championnats du monde en salle    | Sopot     | qual.    | 1,88 m |
| 2014 | Championnats d'Europe par équipes | Tallin    | 1re      | 1,84 m |
| 2016 | Championnats d'Europe             | Amsterdam | qual.    | 1,80 m |

## Records
| Épreuve         | Épreuve      | Performance | Lieu     | Date           |
| --------------- | ------------ | ----------- | -------- | -------------- |
| Saut en hauteur | En plein air | 1,96 m (NR) | Viljandi | 9 août 2011    |
| Saut en hauteur | En salle     | 1,94 m (NR) | Arnstadt | 2 février 2013 |